# Saint Pardoux de Feix
Saint Pardoux de Feix era una comuna francesa que estaba situada en el departamento de Dordoña, de la región de Nueva Aquitania, que entre 1795 y 1800 pasó a formar parte de la comuna de Brantôme.

## Demografía
La comuna constaba en 1793 con 1200 habitantes.